# Де Кок, Анри
Анри де Кок (фр. Henri de Kock; 1819—1894) — французский романист и драматург, сын Поля де Кока.
Писал долго в духе отца, но без его непринужденного юмора. Из его романов наиболее известны: «Berthe l’amoureuse», «Le Roi des étudiants», «La Belle Créole», «La Dame aux émeraudes», «Baisers maudits» и т. д. В некоторых из этих романов психологический интерес выступает сильнее, чем в произведениях Кок-отца.
Из драматических произведений Кока известны: «L’eau et le feu», в сотрудничестве с отцом, «Histoire de Paris», драма «Frères de la côte», «Il n’y a plus d’enfants» и т. д.
В серии иллюстрированных романов, изданных в 1871—1872 «Libertins et libertines célébres» (русский перевод) и др., Кок переходит в разряд циничных писателей порнографического жанра.

## Издания
- Кок А. де, История знаменитых куртизанок: Книга новелл, — М.: XSPO, 2021.